# 티그라트-필레세르 2세
티글라트 필레세르 2세(Tiglath Pileser II, 헤브라이어 투쿨티-아필-에사라, 나의 신뢰는 에사라의 아들)는 아시리아의 왕(제위 기원전 967~935)이다.

## 같이 보기
- 티그라트-필레세르 1세
- 티글라트-필레세르 3세